# Ligne de chemin de fer Libau-Romny
La ligne Libau-Romny est un grand axe ferroviaire qui relie la Mer Baltique aux grains d'Ukraine qui date de 1871.

## Histoire
Elle existe pour l'export de grains de l'Ukraine vers la Baltique par Libau. 
Le projet date de 1856 porté par la compagnie (Главное общество российских железных дорог) qui ne réussît par dans sa levée de fonds. Les travaux commencèrent en 1869 et fut réalisée par tronçons :
- Liepāja – Kaišiadorys (295 verstes) septembre 1871 ;
- Naujoji Vilnia – Minsk (173 verstes)  janvier 1873 ;
- Minsk – Babrouïsk (140 verstes) septembre 1873 ;
- Bobruisk – Gomel (142 verstes) novembre 1873 ;
- Gomel – Bakhmatch (184 verstes) janvier 1874
- Bakhmach – Romny julliet 1874.

### Gares et haltes

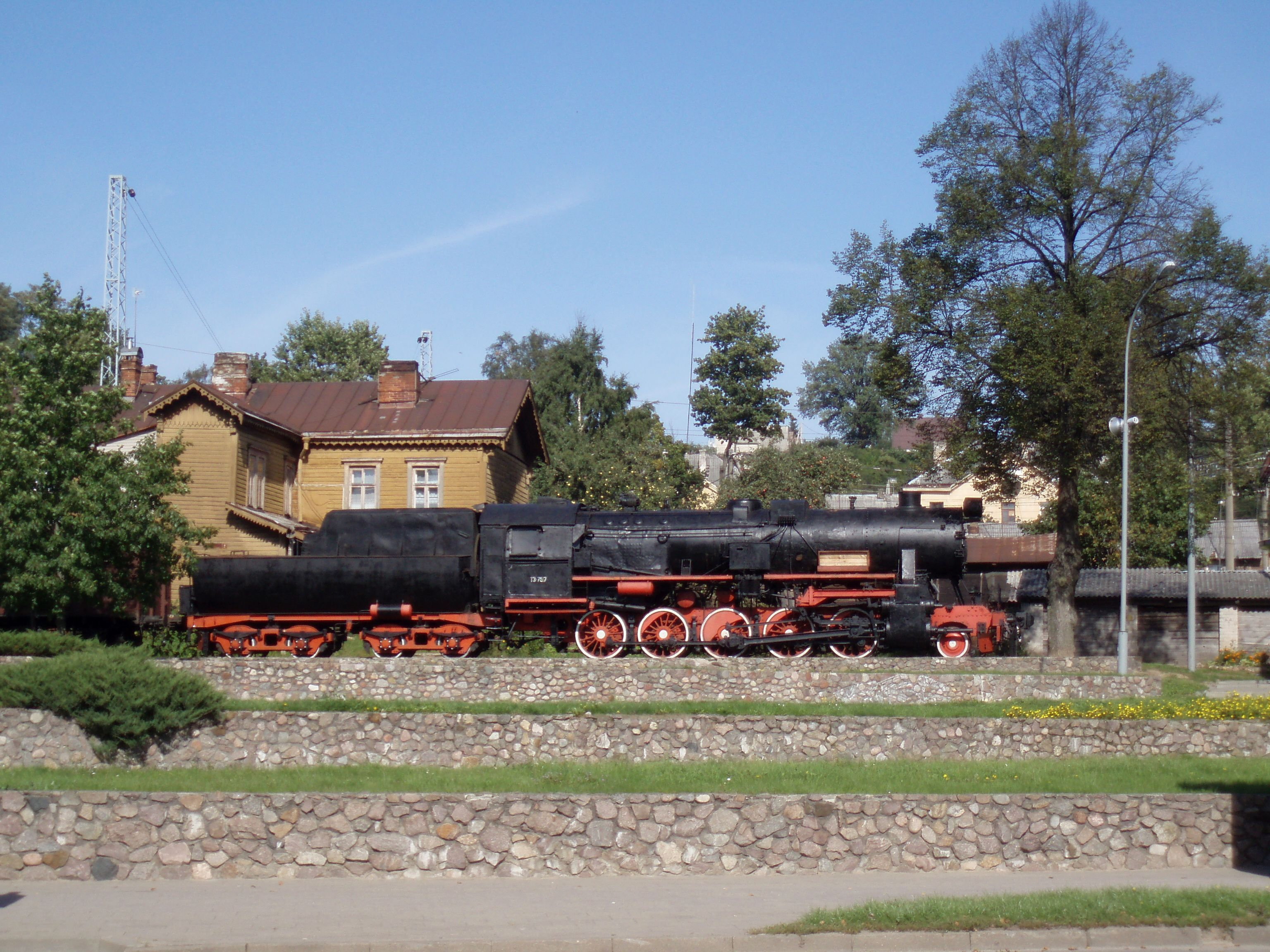
Locomotive à vapeur ТЭ 757 à Naujoji Vilnia.
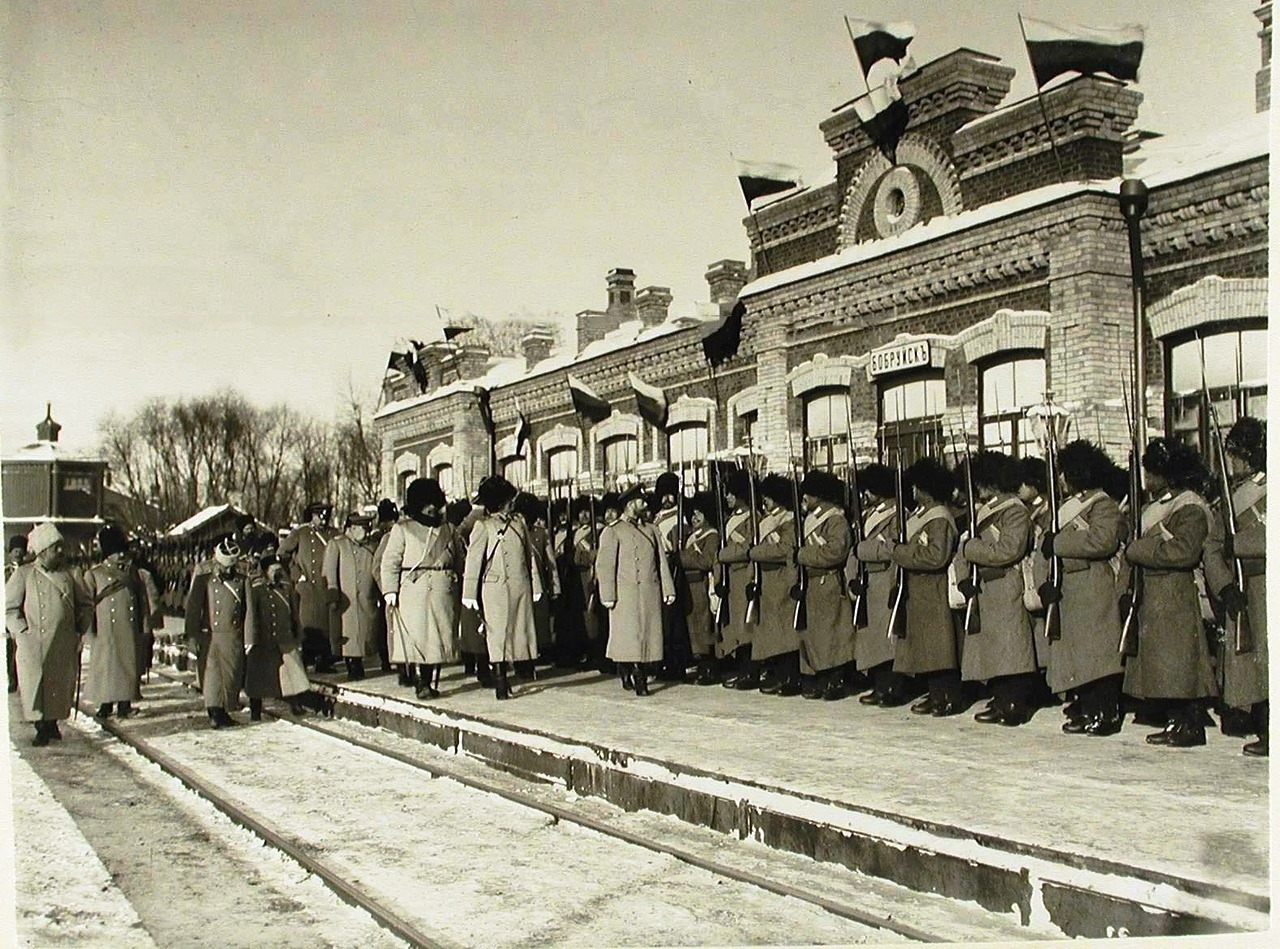
Nicolas II à la gare de Bobruisk
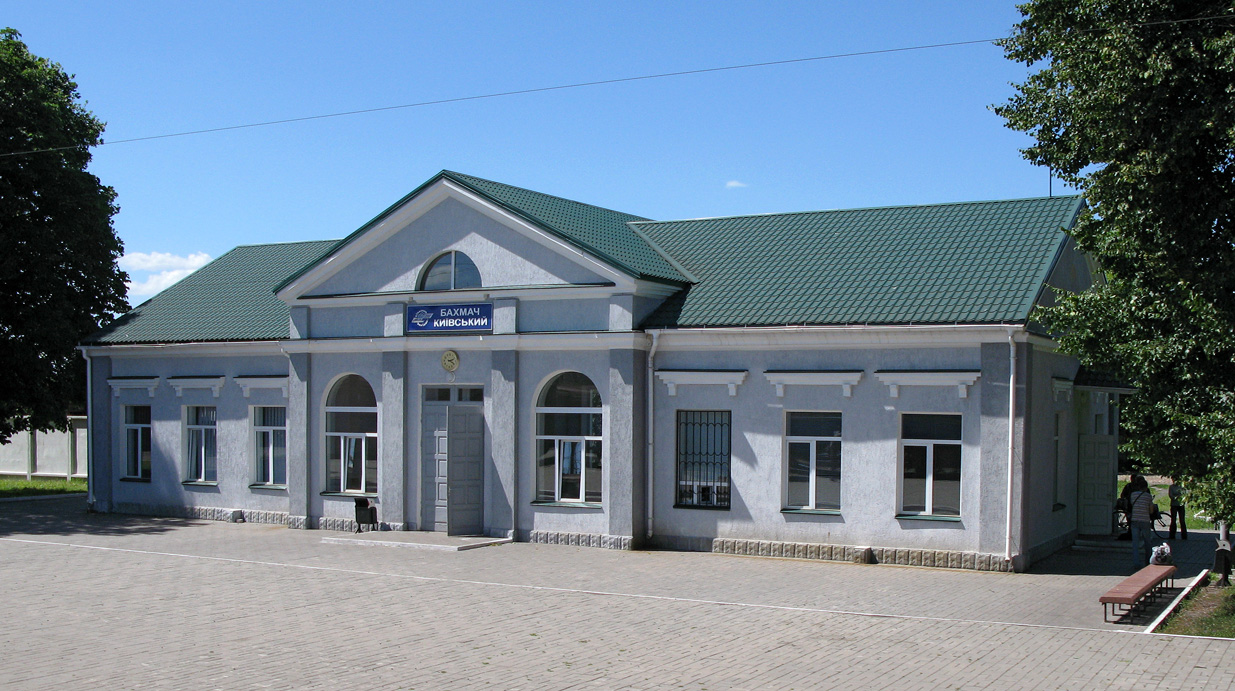
gare de Bakhmatch.